# Dasineura corticis
Dasineura corticis är en tvåvingeart som först beskrevs av Ephraim Porter Felt 1909.  Dasineura corticis ingår i släktet Dasineura och familjen gallmyggor. Inga underarter finns listade i Catalogue of Life.